# Mamdouh Elssbiay
Mamdouh Mohammed Hassan Elssbiay (în arabă ممدوح محمد حسن السبيعي ; n. 16 septembrie 1984, Baltim⁠(d), Guvernoratul Kafr el-Sheikh, Egipt), cunoscut sub numele de Big Ramy, este un culturist profesionist⁠(d) IFBB egiptean. Acesta a câștigat titlul Mr. Olympia la edițiile din 2020 și 2021.

## Biografie
Mamdouh Mohammed Hassan Elssbiay s-a născut pe 16 septembrie 1984 în Al-Sebea, un oraș din Guvernoratul Kafr el-Sheikh. A lucrat ca pescar, iar apoi s-a mutat în Kuweit City, unde a început să practice culturismul în 2009.
În 2010, a devenit membru al Oxygen Gym din Kuweit. Elssbiay și-a obținut statutul de culturist profesionist după ce a câștigat competiția Amateur Olympia din 2012, iar un an mai târziu a câștigat New York Pro. În 2020 și 2021, acesta reușit să obțină titlul Mr. Olympia.

## Viața personală
În octombrie 2020, Elssbiay a fost diagnosticat cu COVID-19 și nu s-a prezentat la competiția Europa Pro Bodybuilding Championships.
Elssbiay este musulman. A dezvăluit în noiembrie 2021 că s-a căsătorit în secret cu a doua soție.

## Premii
- 2012 Kuwait Golden Cup –  Locul I
- 2012 Amateur Olympia Kuwait – Locul I
- 2013 New York Pro Championship – Locul I
- 2013 Mr. Olympia – Locul VIII
- 2014 New York Pro Championship – Locul I
- 2014 Mr. Olympia – Locul VII
- 2015 Arnold Classic Brazil – Locul I[9]
- 2015 Mr. Olympia – Locul V[10]
- 2015 Arnold Classic Europe - Locul IV
- 2015 EVLS Prague Pro – Locul II
- 2016 Mr. Olympia – Locul IV[11]
- 2016 Arnold Classic Europe – Locul II[12]
- 2016 IFBB Kuwait Pro – Locul I
- 2016 EVLS Prague Pro – Locul II[13]
- 2017 Mr. Olympia – Locul II[14]
- 2017 Arnold Classic Europe – Locul I
- 2018 Mr. Olympia – Locul VI
- 2020 Arnold Classic – Locul III
- 2020 Mr. Olympia – Locul I
- 2021 Mr. Olympia – Locul I
- 2022 Mr. Olympia – Locul V[15]